# Rochester Lancers 1975
Questa pagina raccoglie i dati riguardanti i Rochester Lancers nelle competizioni ufficiali della stagione 1975.

## Stagione
Theodore Dumitru rimase alla guida del club anche nella stagione 1975, che vide l'addio tra i titolari solo del portiere brasiliano Claude Campos, sostituito dal canadese Ardo Perri. 
La squadra ottenne solo il quarto posto nella Northern Division, non riuscendo ad accedere alla fase finale del torneo nordamericano.

## Organigramma societario
Area direttiva
Area tecnica
- Allenatore: Theodore Dumitru

## Rosa
| N.  |                        | Ruolo | Calciatore                  |
| --- | ---------------------- | ----- | --------------------------- |
| 1   | Canada (bandiera)      | P     | Ardo Perri                  |
| 1/2 | Stati Uniti (bandiera) | P     | Jim May                     |
| 2   | Stati Uniti (bandiera) | A     | Lee Newlin                  |
| 3   | Scozia (bandiera)      | D     | Charlie Mitchell (capitano) |
| 4   | Polonia (bandiera)     | D     | Antoni Trzaskowski          |
| 5   | Polonia (bandiera)     | D     | Józef Janduda               |
| 6   | Argentina (bandiera)   | C     | Francisco Escos             |
| 7   | Nigeria (bandiera)     | A     | Yakubu Mambo                |
| 8   | Ecuador (bandiera)     | A     | Edward Jijon                |
| 9   | Inghilterra (bandiera) | A     | Tommy Ord                   |
| 10  | Ghana (bandiera)       | C     | Frank Odoi                  |
| 11  | Brasile (bandiera)     | D     | Nelson Cupello              |
| 12  | Brasile (bandiera)     | A     | Eli Durante                 |

| N. |                        | Ruolo | Calciatore        |
| -- | ---------------------- | ----- | ----------------- |
| 14 | Ghana (bandiera)       | D     | George Lamptey    |
| 15 | Stati Uniti (bandiera) | A     | Andy Rymarczuk    |
| 16 | Inghilterra (bandiera) | C     | George Gibbs      |
| 17 | Stati Uniti (bandiera) | C     | Kevin Gannon      |
| 17 | Stati Uniti (bandiera) | A     | Leroy Gilchrist   |
| 17 | Brasile (bandiera)     | A     | Nene Teixeira     |
| 18 | Polonia (bandiera)     | D     | Feliks Niedziółka |
| 20 | Stati Uniti (bandiera) | P     | John Grasser      |
|    | Stati Uniti (bandiera) | D     | Keith Korte       |
|    | Nigeria (bandiera)     | A     | Mohammed Lawal    |
|    | Romania (bandiera)     | C     | Gil Mărdărescu    |
|    | Uruguay (bandiera)     | C     | Ruben Iglesias    |